# Thomas Madsen-Mygdal (erhvervsmand)
Thomas Madsen-Mygdal (født 1. august 1977 i Humlebæk) er en dansk internetiværksætter, som siden midten af 1990'erne har stiftet og ledet en række it-relaterede virksomheder og arrangementer.
Han er oldebarn af tidligere statsminister Thomas Madsen-Mygdal.[kilde mangler] Forældrene hedder Johannes Madsen-Mygdal og Helle Sneholt.

## Erhvervskarriere
Madsen-Mygdal er direktør for og stifter af virksomheden TwentyThree, ligesom han er ejer og stifter af det sociale og kulturelle fællesskab "klub" med 300 medlemmer i København.
I februar 1995 stiftede han Danmarks første registrerede internetvirksomhed Mondo. Derefter fulgte start-up-virksomhederne Organic Network, Winplanet/Macplanet og Radiator A/S. Senere var han med til at stifte virksomhederne Socialsquare og Podio.
Han er initiativtager og bestyrelsesformand for Techfestival, der afholdes årligt i København. Af andre initiativer kan nævnes CPTW og Reboot.

## Hæder
- IT-branchens ærespris, 2011 [5]
- Foreningen for Dansk Internet Handels ærespris, 2009
- Optaget på M-list [6]
- Optaget i Kraks Blå Bog, 2020 [7]

## Udgivelser
- https://copenhagenletter.org
- https://www.copenhagencatalog.org Arkiveret 4. december 2020 hos  Wayback Machine
- https://www.thetechpledge.org Arkiveret 15. januar 2022 hos  Wayback Machine